# G-Men from Hell
G-Men from Hell  ist eine US-amerikanische Filmkomödie aus dem Jahr 2000 des Regisseurs Christopher Coppola. Die Geschichte basiert auf dem Comic Grafik Muzik von Michael Allred.

## Inhalt
Als die korrupten FBI-Agenten Dean Crept und Mike Mattress sterben, werden sie in die Hölle geschickt. Doch sie glauben, dass es ein Fehler sein muss, und entkommen, indem sie Satan einen magischen Kristall stehlen, der sie zurück zur Erde schickt. Entschlossen, ihren Weg in den Himmel zu erkaufen, vollbringen die beiden trotz ihrer Unkenntnis der Moral gute Taten. Sie gründeten ein privates Ermittlungsgeschäft und Greydon Lake und seine Frau Gloria stellten sie beide ein, um den jeweils anderen zu überwachen. Sie versuchen, das Rätsel ihres eigenen Todes zu lösen und der Polizei zu entwischen. Die verdächtigt die beiden, angeführt von Lt. Langdon und Det. Dalton, ihren Informanten Buster getötet zu haben. Währenddessen erzählt Weenie Man, ein zwielichtiger Informant, der ebenfalls in die Hölle geschickt wurde, Satan von ihrer Flucht. Satan gibt den G-Men zwei Tage Zeit, um ihre Untersuchungen abzuschließen und seinen magischen Kristall zurückzugeben. Unterwegs werden sie in die Handlungen eines verrückten Wissenschaftlers Dr. Boifford, der Buster wiederbelebt, und eines Superhelden namens Cheetah Man verwickelt.

## Produktion und Veröffentlichung
Die Produktion begann am 24. Oktober 1999 in Los Angeles. Der Film entstand bei Sawmill Entertainment Corporation unter der Regie von Christopher Coppola. Das Drehbuch schrieben Richard L. Albert, der auch als Produzent auftrat, Robert Cooper und Nick Johnson. Die Musik stammt von Greg De Belles und für die Kamera waren Guido Verweyen und Dean Lent verantwortlich. Die künstlerische Leitung lag bei Brad Douglas. Für den Schnitt war Robert Gordon verantwortlich. Die Postproduktion wurde im März 2000 abgeschlossen. Michael Allred, Autor der Vorlage, war an der Produktion des Films nicht beteiligt, hatte aber einen Cameo-Auftritt.
Eine Vorschau auf G-Men from Hell wurde auf der San Diego Comic Con 2000 gezeigt. Advanced Film veröffentlichte den Film am 7. Dezember 2000 in Deutschland und Framework Entertainment brachte ihn 2002 in den USA auf DVD heraus. Zuvor war er bereits am 23. Februar 2001 beim Cinequest Film Festival gezeigt worden.

## Kritik
Dennis Harvey von Variety nannte es ein albernes, unsinniges Mystery-Stück, das einigermaßen unterhaltsam ist. Nathan Rabin von The A.V.  Club schrieb: „Der Produktionswert von G-Men ist verzeihlich, aber der Mangel an Witz und Kreativität ist es nicht“. In Fervid Filmmaking schrieb der Autor und Filmemacher Mike Watt, dass der Film der Inbegriff eines „Kitchen Sink-Films“ ist, in dem man in einen Kultfilm jede bizarre Idee eingebracht hat, die man sich vorstellen konnte. Der Filmdienst nennt G-Men die „Realverfilmung eines Kult-Comics […] ohne Witz, Charme und Kreativität.“